# Kingdom Hearts Birth by Sleep
Kingdom Hearts Birth by Sleep (キングダム ハーツ バース バイ スリープ Kingudamu Hātsu Bāsu bai Surīpu?) es un videojuego RPG publicado por Square Enix para la videoconsola Sony PlayStation Portable. El juego fue publicado el 9 de enero de 2010 en Japón y se publicó el 10 de septiembre en Europa y el 7 en Estados Unidos. Birth By Sleep también fue publicado junto a una edición especial de PSP-3000, exclusivamente en Japón, con símbolos representativos de Kingdom Hearts en su parte trasera. Nomura ha llamado al juego «Episodio 0» debido a que el juego está en la misma escala de importancia que Kingdom Hearts y Kingdom Hearts II.
El juego es una precuela de Kingdom Hearts, ya que sus hechos ocurren 10 años antes, añadiendo hechos y explicaciones nunca proporcionadas anteriormente en la serie. El juego se centra en la vida de tres personajes: Terra, Aqua y Ventus en su búsqueda del maestro perdido Xehanort. El juego también utiliza nuevas características de combate con elementos como tabla de comandos, sistema de comandos y enlaces de dimensión (D-Link).

## Personajes
- Terra: Uno de los aprendices del Maestro Eraqus y amigo cercano de Ventus y Aqua con los que compite por llegar a ser Maestro de la Llave Espada. Terra es un joven prudente, sensato y dedicado, cuyo mayor deseo es convertirse en Maestro. Terra alberga oscuridad en su interior, lo que preocupa al Maestro Eraqus, que envía a Aqua para que lo vigile en su misión.

- Ventus: Uno de los aprendices del Maestro Eraqus y amigo cercano de Terra y Aqua con los que compite por llegar a ser Maestro de la Llave Espada. Ventus es más joven que sus amigos y posee una personalidad impulsiva, apasionada y un tanto infantil. Según parece, el corazón de Ventus es de completa luz, y el Maestro Eraqus lo tiene siempre bajo su supervisión para evitar que se una a Vanitas y cree la Llave Espada conocida como la Llave Espada χ que es un símbolo muy poderoso.

- Aqua: Una de los aprendices del Maestro Eraqus y amiga cercana de Terra y Ventus con los que compite por llegar a ser Maestro de la Llave Espada. Aqua es una joven prudente y racional, que actúa como la hermana mayor de Ventus y que, aparentemente, posee fuertes sentimientos hacia Terra. Aqua es la única de los tres que es nombrada Maestra de la Llave Espada por Eraqus.

- Maestro Eraqus: Maestro de Terra, Ventus y Aqua, Eraqus es un Maestro de la Llave Espada, y al parecer, fue conocido del Maestro Xehanort. Eraqus desprecia y teme el poder de la oscuridad, por lo que trata siempre de educar y entrenar a Terra para que evite hacer uso de ese poder, y mantiene vigilado a Ventus.

- Maestro Xehanort: Un anciano Maestro de la Llave Espada, Xehanort tiene una actitud misteriosa y, aparentemente, es un viejo conocido del Maestro Eraqus. Parece tener una cierta curiosidad por Terra y un extraño pasado con Ventus. A diferencia de Eraqus, Xehanort busca utilizar el poder de la oscuridad.

- Vanitas: Un extraño ser que fue creado a partir del poder de la oscuridad que fue removida del corazón de Ventus, fue creado por Master Xehanort para fusionarlo con Ventus y así crear la Llave Espada χ. Viste un casco que impide verle la cara, cuando no está perfectamente fusionado con Ventus, su aspecto facial y cabello son el mismo que el de Sora, solo que su pelo es negro, y también es capaz de manejar una Llave Espada.

- Rey Mickey: El rey del Castillo Disney, Mickey es un discípulo del Maestro Yen Sid, que decide acudir por su cuenta a luchar contra los nescientes que han comenzado a invadir los mundos. Blande una Llave Espada.

- Yen Sid: Viejo amigo del Maestro Eraqus, el cual guía a los protagonistas en su aventura.

- Ansem el Sabio: El gobernante de Vergel Radiante, Ansem el Sabio es un erudito que ha dedicado su vida al estudio de los corazones y los mundos. Posee un gran número de discípulos: Braig, Aeleus, Dilan, Even, Ienzo, Isa y Lea.

- Sora: Un pequeño Sora hace una aparición en las Islas del Destino, donde pasa el tiempo jugando con su mejor amigo Riku. Aqua detecta que tiene un gran parecido con Ventus.

- Riku: El mejor amigo de Sora, Riku hace una aparición en las Islas del Destino. Terra siente luz en su corazón, haciendo así que le otorgue el poder de tener una llave Espada.

- Kairi: Una pequeña Kairi que vivía por entonces en Vergel Radiante junto a su abuela. Aqua siente la luz en ella, haciendo un pequeño hechizo a su collar (Si está en peligro, la luz de su interior la guiara hacia otra luz cercana)

## Mundos
- Tierra de Partida: Mundo del que proceden Terra, Aqua y Ventus.
- Torre Misteriosa: Mundo donde se ubica la torre de Yen Sid, de la película Fantasía.
- Isla del Destino: Mundo natal de Sora y Riku. No es jugable y solamente se aparece en escenas de video.
- Vergel Radiante: Mundo natal de Kairi.
- Coliseo del Olimpo: Mundo de la película Hércules.
- El país de Nunca Jamás: Mundo de la película Peter Pan.
- Castillo de los Sueños: Mundo de la película La Cenicienta.
- Reino Encantado: Mundo de la película La bella durmiente.
- Bosque de los Enanitos: Mundo de la película Blancanieves y los siete enanitos.
- Espacio Profundo: Mundo de la película Lilo & Stitch.
- Ciudad Disney: Mundo de los personajes clásicos de Disney.
- Bosque de los Cien Acres: Mundo de Winnie the Pooh. Solo es jugable en tableros de comando.
- Necrópolis de llaves espada: Lugar donde culmina el juego.
- Coso virtual: Mundo dedicado exclusivamente al multijugador (modo adhoc), el cual dispone de un modo en línea.
- Castillo del Olvido: Solo aparece en escenas al final del juego, sin llegar a ser jugable.

## Argumento
Los hechos acontecen 10 años antes de los sucesos del primer Kingdom Hearts. En ese tiempo, los llamados Maestros de la Llave Espada mantenían el equilibrio usando el poder de la luz para mantener a raya a la oscuridad. La acción se centra en Terra, Ventus y Aqua, tres jóvenes que habitan en la Tierra de Partida, donde estudian y entrenan para convertirse en Maestros de la Llave Espada bajo la supervisión del Maestro Eraqus. Los tres están muy unidos y mantienen una fuerte amistad, no exenta de rivalidad. En cierto momento, Terra y Aqua son llamados para realizar el examen que les convierta en Maestros de la Llave Espada, pero esta vez, está invitado un misterioso Maestro llamado Xehanort.
El juego enlaza las historias de Terra, Ventus y Aqua, ya que el juego nos hace controlar en cada partida a cada uno por separado, es por ello que es necesario jugar al menos tres partidas para conocer la historia completa de Kingdom Hearts Birth by Sleep. A lo largo del juego, cada jugador observa que cada personaje ve cada mundo desde su perspectiva, antes o después de los sucesos de los otros dos personajes.

### Terra
Terra se halla en la Tierra de Partida entrenando para convertirse en Maestro de la Llave Espada, su mayor deseo, el cual comparte con sus dos amigos más cercanos: Ventus y Aqua. Llegado el día del examen para convertirse en Maestro, Terra tiene que superar las pruebas del Maestro Eraqus junto a Aqua. La prueba final del examen es que Terra y Aqua se enfrenten, pero durante el combate, Terra despierta de forma breve el poder de la oscuridad, algo de lo que se percata el Maestro Xehanort, un viejo conocido del Maestro Eraqus que supervisa el examen junto a él. Eraqus decide que sólo Aqua será nombrada Maestra, debido a que Terra aún ansía el poder de la oscuridad. Sin embargo, decide probar a Terra y lo envía a viajar a otros mundos para combatir a los nescientes, seres oscuros que han comenzado a invadir los mundos.
Terra viaja por diferentes mundos donde se da cuenta de que la oscuridad es fuerte en él y tiene problemas para controlarla. Terra llega al mundo de Vergel Radiante donde se reúne de nuevo con Ventus y Aqua, descubriendo que el Maestro Eraqus ha enviado a Aqua para seguirle y asegurarse que no cede ante la oscuridad. Terra se siente ofendido por la desconfianza del Maestro Eraqus y decide viajar solo a partir de entonces. Terra se topa entonces con Braig, el cual afirma que tiene al Maestro Xehanort cautivo. Terra se enfrenta a Braig, e incitado por Xehanort, usa el poder de la oscuridad para vencer a Braig y liberarle. Xehanort le dice a Terra que Eraqus teme a la oscuridad de su interior, pero que lo que de verdad debe hacer Terra es enorgullecerse de ella, proponiéndole que sea su pupilo y dándole el título de Maestro de la Llave Espada.
Terra continúa viajando por los mundos, hasta que llega a las Islas del Destino, un pequeño mundo donde observa a dos niños llamados Sora y Riku jugando. Terra siente una conexión inmediata con Riku y le permite controlar su Llave Espada, la explicación de porqué Riku podía portar la Llave Espada en los futuros sucesos de la historia. Después, Xehanort llama a Terra para que se reúna con él. Xehanort le comunica a Terra que Ventus ha descubierto la verdad sobre su origen y está combatiendo contra el Maestro Eraqus. Terra acude a la Tierra de Partida y protege a Ventus del Maestro Eraqus, que trata de eliminar a Ventus. Terra sucumbe a la oscuridad al ver a su amigo en peligro, haciendo así que a Ventus lo envie a un Pasaje Dimensional de directo a Islas del Destino, y Terra y Eraqus comienzan a luchar, siendo Eraqus derrotado. Es en ese instante cuando Xehanort aparece y revela sus planes; elimina a Eraqus y la Tierra de Partida comienza a ser engullida por la oscuridad que ha desatado Xehanort (Amenazó a muerte a Ventus y Aqua si no iba a Necrópolis de las Llaves espadas). Terra promete acabar con Xehanort para proteger a Ventus y a Aqua.
En la Necrópolis de las Llaves Espada, Terra, Ventus y Aqua hacen frente a Xehanort y a Vanitas. Terra se enfrenta en solitario a Xehanort, al cual termina derrotando; sin embargo, esto era lo que quería Xehanort, que Terra liberara la oscuridad de su corazón. Tras liberar su propio corazón, Xehanort trata de apoderarse del cuerpo de Terra. Si bien consigue controlar su cuerpo y su corazón, la mente de Terra sigue siendo demasiado fuerte como para que lo controle, y ambos libran un combate en una montaña o cresta de la Necrópolis, para que Terra recupere su cuerpo. Ganó Terra (Convertido aun en la actualidad en Lingering Will), pero no pudo recuperar su cuerpo.

### Ventus
Ventus se halla en la Tierra de Partida; un joven cuyo mayor deseo es convertirse en Maestro de la Llave Espada. Ventus está muy unido a sus amigos Terra y Aqua. En determinado momento, Ventus asiste a la prueba de Terra y Aqua para convertirse en Maestro de la Llave Espada bajo la supervisión de los Maestros Eraqus y Xehanort. Tras el examen, un misterioso joven enmascarado visita a Ventus y le dice que Terra no volverá a ser el mismo tras el viaje que le ha encomendado el Maestro Eraqus. Perturbado por las palabras del joven, Ventus parte en busca de Terra, el cual se marcha antes de que pueda decirle nada.
Ventus parte por los mundos, donde se entera de algunas tropelías que muchos atribuyen a Terra, pero Ventus se niega a creerlo. Mientras viajaba, Ventus llega a un extraño mundo donde se vuelve a topar con el joven enmascarado, el cual lucha contra Ventus; sin embargo, el joven es muy poderoso, y Ventus pierde, siendo salvado en el último momento por el rey Mickey, después de que el joven enmascarado perdiera la batalla contra Ventus y el Rey Mickey, el joven huye.
Ventus llega a Vergel Radiante donde se topa de nuevo con Terra y con Aqua. Ventus trata de ir con Terra, pero este se niega. Después, Aqua le reconoce que tiene órdenes del Maestro Eraqus de seguir a Terra y de llevar a Ventus de vuelta a la Tierra de Partida, pero él insiste en ir en busca de Terra. Ventus sigue viajando por otros mundos, hasta que llega a la Torre de Yen Sid, donde se topa con Donald y Goofy, y con el Maestro Yen Sid. Este les muestra que el rey Mickey corre un gran peligro e insta a Ventus a acudir a ayudarle. Ventus se topa con Mickey, el cual ha sido derrotado por al Maestro Xehanort. Ventus cae inconsciente y Xehanort le cuenta la verdad: Ventus es un ser incompleto que debe unirse con su otra mitad (Vanitas) para crear la Llave Espada X. El Maestro Eraqus sabía esto, y por ello nunca permitió a Ventus salir de su custodia para evitar que supiera la verdad. Furioso, y lleno de dudas, Ventus regresa con el Maestro Eraqus, el cual se da cuenta de que Xehanort ha estado hablando con él. Desde hacía tiempo, Xehanort sentía curiosidad por la Guerra de las Llaves Espada, una guerra entre innumerables portadores de Llaves Espada que se enfrentaron y forjaron Kingdom Hearts. Para evitar que los planes de Xehanort tengan éxito, Eraqus se dispone a eliminar a Ventus él mismo. Pero antes de que pudiera hacerlo, Terra aparece para salvarlo y enfrentarse a Eraqus, obligando a Ventus a que se marche en un Pasaje dimensional.
Ventus llega a las Islas del Destino donde se vuelve a encontrar al joven enmascarado Vanitas, su otra mitad, que lo insta a unirse con él para forjar la Llave Espada X. También se revela el pasado de Ventus, siendo un discípulo del Maestro Xehanort, el cual extrajo la oscuridad del corazón de Ventus para crear a Vanitas. Este dice ir a eliminar a Terra y a Aqua, pero Ventus jura que los protegerá. Llega a la Necrópolis de las Llaves Espada, donde junto a Terra y Aqua, se enfrenta a Xehanort y a Vanitas. Ventus trata de atacar a Xehanort, pero este consigue agarrarlo y congelarlo. Inmovilizado, Ventus observa cómo Aqua se enfrenta a Braig y después es noqueada por Vanitas. Este revela que los nescientes salen de él, de sus propias emociones, y que los liberó en los distintos mundos para alejar a Ventus del Maestro Eraqus, además se dispone a forjar la Llave Espada X. Sin embargo, Vanitas se percata de que la Llave Espada X está debilitada debido a que la voluntad de Ventus es muy fuerte. Ventus y Vanitas se enfrentan en su interior, saliendo victorioso Ventus. Vanitas se desvanece mientras Ventus se sumerge en el corazón de otra persona.

### Aqua
Aqua es una joven que vive en Tierra de Partida con sus amigos, Terra y Ventus, y el Maestro Eraqus, antes de la prueba para convertirse en maestros de la llave espada, la joven le hace unos amuletos a Terra y Ventus denominándolos "Siempre Juntos". En el día del el Examen, el Maestro Eraqus invitó al desconocido Maestro Xehanort para supervisar la prueba con él, terminando la prueba, solo concedieron el título de Maestro a Aqua, ya que en el enfrentamiento, Terra mostró señales de oscuridad en su corazón. Cuando el Maestro Eraqus le iba a dar un aviso a Aqua del poder de los Maestros de las Llaves Espadas, salió una llamada urgente de Yen sid, al parecer en los mundos se plagiaron por monstruos llamados Nescientes, así que envía a Terra y Aqua a eliminarlos, después de que Terra se hubiera , Eraqus le dio una tarea especial a Aqua: Vigilar a Terra para que no cayera en la oscuridad, pero otra tarea vendría cuando Ventus escapa: Llevar a Ventus devuelta a Tierra de Partida, haciendo así que Aqua se vaya.
Después de viajar a tres mundos, va a Vergel Radiante, conoce al Rey Mickey y a la pequeña Kairi, después se topa con Ventus y Terra y un Nesciente gigante. Cuando los tres amigos derrotan al nesciente, Ventus señala que quiere ir con Aqua y Terra para su misión pero se lo negaron, haciendo que Aqua revele que por Órdenes del Maestro Eraqus tuviera que seguir a Terra, ofendido por la desconfianza de su Maestro, Terra dice que ahora estará solo y también haciendo que Ventus se vaya otra vez a buscar a Terra. Buscando a sus amigos en el mismo mundo, Aqua se topa con un joven enmascarado (Vanitas) que la reta a un atroz combate, pero Aqua ganó y Vanitas escapó, cuando Vanitas se fue por un portal de pura oscuridad, Ventus va hacia donde Aqua diciéndole otra vez si podía ir con ella a seguir a Terra pero la respuesta aun seguiría siendo no, dejando a Ventus triste, se marchó.
Después de visitar otros cuatro mundos, la joven navega el Pasaje Dimensional y se encuentra al Rey Mickey inconsciente llevándolo a su Maestro, Yen sid, a la torre de los misterios, pero la visita se volvió devastadora cuando Yen sid le informa a la joven que el Maestro Eraqus había muerto gracias al Maestro Xehanort y Terra, incredula, le pregunta donde podía encontrar a Terra y le dice que su corazón lo guía a la Necrópolis de las Llaves Espadas y así Aqua emprendió el viaje. 
Cuando llegó a la Necrópolis, Aqua se encontró a Terra y después a Ventus, todos reunidos, pero luego se toparon con Xehanort y Vanitas, enfrentándose así en un feroz combate, Aqua viendo con terror como Xehanort congelaba con un hechizo de hielo a Ventus. Braig aparece en la escena diciendo que Terra sucumbe a la oscuridad, haciendo que a Ventus y Aqua les de furia de lo que dice, pero Ventus estaba inmovilizado así que la batalla era Aqua contra Braig, haciendo que la victoriosa sea Aqua pero todo era una trampa, ya que Vanitas apareció de la nada haciendo con su llave espada, dejar noqueada e inconsciente a Aqua. La joven despierta y descubre que mientras estaba inconsciente estuvo acompañada por el Rey Mickey, 5 segundos después de pararse, recordó a Ventus y lo ve con la cabeza abajo esta corre felizmente hacia el pero el Rey Mickey vio que ese no era Ventus (Tenía la Llave Espada x) Cuando el Ventus falso se movió era porque iba atacar a Aqua pero el Rey Mickey la defendió, al parecer el Ventus falso resultó ser un Ventus-Vanitas (La unión de Ventus con Vanitas) este explicó sus palnes pero el Rey Mickey y Aqua no dejarían que su plan continuara haciendo un combate, los ganadores fueron el Rey Mickey y Aqua destruyendo la Llave espada x dejando una explosión de dejaría a Aqua otra vez inconsciente.
Cuando despertó, descubrió que estaba de nuevo en la torre de los misterios con Ventus, Yen sid y Mickey, Yen sid le dijo a Aqua que no encontraron rastros de Terra, la joven ve a Ventus inconsciente, lo trato de despertar pero no pudo, Yen sid le explicó que su corazón duerme, y podría despertar: Si sus amigos creen en el (Que las luces de sus corazones le guien de vuelta a casa).
En el episodio final, se ve que Aqua con Ventus va a la devastada Tierra de Partida, y se oye la voz de Eraqus diciendo que si el muere que tomara su Llave Espada y convierta Tierra de partida en un castillo donde si entras en el trascurso del camino olvidas todo (Aqua sería inmune al encantamiento) Llamándolo Castillo del Olvido, dejando ahí a Ventus descansando en un trono, y la promesa de que volvería con Terra para despertarlo, la joven se marchó buscando a su amigo Terra...